# Toermalijnzonnekolibrie
De toermalijnzonnekolibrie (Heliangelus exortis) is een vogel uit de familie Trochilidae (kolibries).

## Verspreiding en leefgebied
Deze soort komt voor in Colombia en noordwestelijk Ecuador.